# Слепи миш (представа)
Слепи миш је позоришна представа коју је режирао Владан Ђурковић према опери Јохана Штрауса.
Премијерно приказивање било је 26. јуна 2016. године у омладинском позоришту ДАДОВ. Представа је после премијере извођена у кући краља Петра у оквиру БЕЛЕФ-а.
Музички део представе извели су студенти Факултета музичких уметности и ученици одсека за соло певање београдских средњих музичких школа, под диригентском палицом проф. Драгане Радаковић.

## Радња
Прича прати четири парафразе типова Комедије дел арте: Арлекино, Бригела, Коломбина и Капитано.
У комаду сваки од ликова на комичан и луцидан начин покушава да превари све друге ликове - да би предупредили да буду преварени.

## Улоге
| Лица | Глумци            |
| ---- | ----------------- |
|      | Младен Продан     |
|      | Евгеније Јеремић  |
|      | Душан Свилар      |
|      | Весна Марковић    |
|      | Милица Николић    |
|      | Марко Пантелић    |
|      | Наташа Рашић      |
|      | Никола Микић      |
|      | Андрија Николетић |
|      | Бранко Марковић   |